# Senecio nevadensis
Senecio nevadensis es una especie  herbácea de la familia de las asteráceas. Es un endemismo de Sierra Nevada.

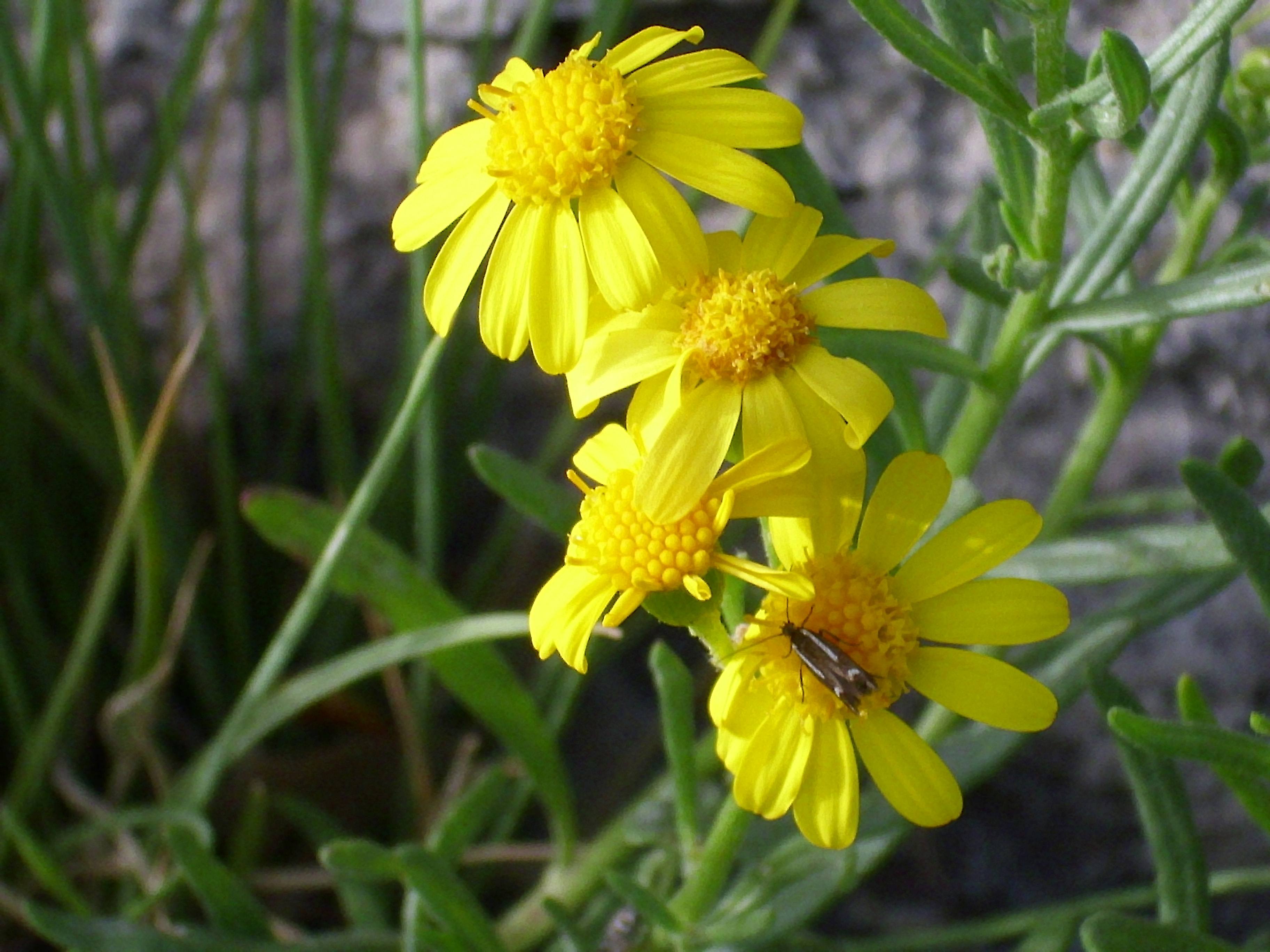
Flores

## Taxonomía
Senecio nevadensis fue descrita por Pierre Edmond Boissier & George François Reuter y publicado en Pugill. Pl. Afr. Bor. Hispan. 60, 1852
Etimología
Ver: Senecio
nevadensis: epíteto geográfico latíno aludiendo a la Sierra Nevada.
Variedad aceptada
- Senecio nevadensis subsp. malacitanus (Huter) Greuter

Sinonimia
- Senecio linifolius var. frigidus DC.
- Senecio linifolius subsp. nevadensis (Boiss. & Reut.) Nyman
- Senecio malacitanus subsp. frigidus (Boiss.) "Rivas Mart., A.Asensi, Molero Mesa & F.Valle"
- Senecio nevadensis subsp. nevadensis[4]* Senecio linifolius Linn[5] AFPD[6]